# Udi (Nigeria)
Udi è una città della Repubblica Federale della Nigeria appartenente allo Stato di Enugu. È capoluogo dell'omonima area a governo locale (local government area) che si estende su una superficie di 897 km² e conta una popolazione di 234.002 abitanti.